# Famille Turcsányi
Turcsányi de Turcsány et Terestyénfalva (turcsányi és terestyénfalvi Turcsányi en hongrois), ou Turchányi, est le patronyme d'une ancienne famille de la noblesse hongroise.

## Origine
La famille Turcsányi est issue du clan Divék, dont elle porte les mêmes armes. Originaire du comitat de Nyitra, son premier membre est Mihály Turchányi (dictus de Bassan-Bossány), cité en 1289.
Son fils Miklós I Turchányi est confirmé en 1328 dans la possession de son fief de Turchány. Les fils de Jakab, second fils de Mihály, Péter I et Miklós II sont par la suite confirmé dans la possession de ce même domaine en 1365 par Louis Ier de Hongrie. János et Márton Turchányi sont tués lors de la bataille de Mohács (1526).  János II Turchányi est préfet d'Árva en 1569.

## Principaux membres
- György VI Turchányi († 1856), membre de la Garde du corps royale hongroise (1796).
- György VII Turchányi, juge des nobles du comitat de Nyitra (1848, 1861 et 1867).
- József I Turchányi († 1863), abbé-chanoine de l'abbaye de Nyitra (1855) et archidiacre de Trencsén.
- József II Turchányi, juge du district de Nagyszombat (1859).
- Antal Turchányi (1783-1848), procureur général du comté de Nitra. Père du suivant.
- Vilmos Turchányi († 1888), membre de la Garde du corps royale hongroise (1848), il participe comme lieutenant à la révolution hongroise de 1848. Il termine sa carrière comme capitaine d'infanterie.
- Ede Turchányi, homme politique, parlementaire (1879).
- Lajos Turchányi, juge en chef des nobles du comitat de Nyitra (1871), juge royal du district (1872).
- Imre Turchányi (hu) (1889-1955), avocat, propriétaire foncier, homme politique, sénateur tchécoslovaque du Parti chrétien-socialiste provincial (en) (1935-1938) puis parlementaire membre du Parti national hongrois de Tchécoslovaquie (en) (1938-1945).

## Sources
- Iván Nagy: Magyarország családai: Czimerekkel és nemzékrendi táblákkal, Pest, 1862
- A Pallas nagy lexikona
- Béla Kempelen: Magyar nemes családok
- Samu Borovszky: Magyarország vármegyéi és városai
- Siebmacher: Wappenbuch, Der Adel von Ungarn